# Eriococcus boguschi
Eriococcus boguschi är en insektsart som beskrevs av Mcdaniel 1964. Eriococcus boguschi ingår i släktet Eriococcus och familjen filtsköldlöss. Inga underarter finns listade i Catalogue of Life.